# Yokohama Bunka Taiikukan
Das Yokohama Bunka Taiikukan war eine Sporthalle auf in der japanischen Stadt Yokohama.

## Geschichte
Das Yokohama Bunka Taiikukan wurde von April 1960 bis Mai 1962 errichtet. Anlass für den Bau war das 100-jährigen Bestehen des Hafens von Yokohama 1961. Während den Olympischen Sommerspielen 1964 war die Halle, neben dem Komazawa Olympiapark Hallenstadion in Tokio, Austragungsort der Volleyballspiele.
Am 30. August 2020 wurde mit dem Big Japan Pro-Wrestling die letzte Sportveranstaltung im Yokohama Bunka Taiikukan ausgetragen. Wenige Wochen später folgte der Abriss. An gleicher Stelle soll bis 2024 die Yokohama United Arena entstehen.